# Чезаре Музати
Чезаре Луиджи Еудженио Музати (на италиански: Cesare Luigi Eugenio Musatti) е италиански математик и психолог. Считан е за едни от пионерите в гещалт теорията и психоанализата в Италия. Един от най-известните му ученици е Фабио Метели.

## Избрана библиография
- 1926: Analisi del concetto di realtà empirica, Città di Castello: Il Solco
- 1931: Forma e assimilazione, Archivo italiano di psicologia, 9, 61 – 156
- 1937: Forma e movimento
- 1938: Gli elementi della psicologia della forma
- 1949: Trattato di psicoanalisi. Torino: Paolo Boringhieri
- 1964: Condizioni dell'esperienza e fondazione della psicologia, Florence: Editrice Universitaria
- 1967: Riflessioni sul pensiero psicoanalitico e incursioni nel mondo delle immagini. Torino